# Ruhi Sarıalp
Ruhi Sarıalp   (Manisa, 15 de desembre de 1924 - Esmirna, 3 de març de 2001) fou un atleta turc, especialista en el triple salt i curses de velocitat, que va competir durant les dècades de 1940 i 1950.
Sarıalp s'inicià en l'atletisme durant la seva formació militar de Konya i posteriorment continuà al Fenerbahçe Spor Kulübü. El 1945 va batre el rècord turc de triple salt. El 1948 va prendre part en els Jocs Olímpics d'Estiu de Londres, on disputà dues proves del programa d'atletisme. Guanyà la medalla de bronze en la prova del triple salt, rere Arne Åhman i George Avery, mentre en els 4x100 metres quedà eliminat en sèries.
En el seu palmarès també destaca una medalla de bronze en la prova del triple salt del Campionat d'Europa d'atletisme de 1950, rere Leonid Shcherbakov i Valdemar Rautio. Aquestes medalles foren les primers aconseguides per un atleta turc tant als Jocs Olímpics com als Campionats d'Europa. El 1951 i 1952 es proclamà campió del món als Campionats del Món d'Atletisme Militar.
Un cop retirat va exercir de professor d'educació física a l'Escola Marítima de la Universitat Tècnica d'Istanbul (İTÜ). Va morir el 3 de març del 2001 a Esmirna.

## Millors marques
- Triple salt. 15,07 metres (1946)[7]